# Heliconius aristomache
Heliconius aristomache är en fjärilsart som beskrevs av Riffarth 1901. Heliconius aristomache ingår i släktet Heliconius och familjen praktfjärilar. Inga underarter finns listade i Catalogue of Life.